# Kellerberrin
Kellerberrin är en ort i Australien. Den ligger i kommunen Kellerberrin och delstaten Western Australia, omkring 180 kilometer öster om delstatshuvudstaden Perth. Antalet invånare är 865.
Trakten runt Kellerberrin är nära nog obefolkad, med mindre än två invånare per kvadratkilometer.. Kellerberrin är det största samhället i trakten. 
Trakten runt Kellerberrin består till största delen av jordbruksmark. Genomsnittlig årsnederbörd är 412 millimeter. Den regnigaste månaden är september, med i genomsnitt 53 mm nederbörd, och den torraste är december, med 14 mm nederbörd.